# Damxung
| Tibetische Bezeichnung                     |
| ------------------------------------------ |
| Tibetische Schrift: འདམ་གཞུང་རྫོང།            |
| Wylie-Transliteration: ’dam gzhung rdzong  |
| Offizielle Transkription der VRCh: Damxung |
| THDL-Transkription: Damzhung               |
| Andere Schreibweisen: Damshung             |
| Chinesische Bezeichnung                    |
| Traditionell: 當雄縣                       |
| Vereinfacht: 当雄县                        |
| Pinyin:Dāngxióng Xiàn                      |

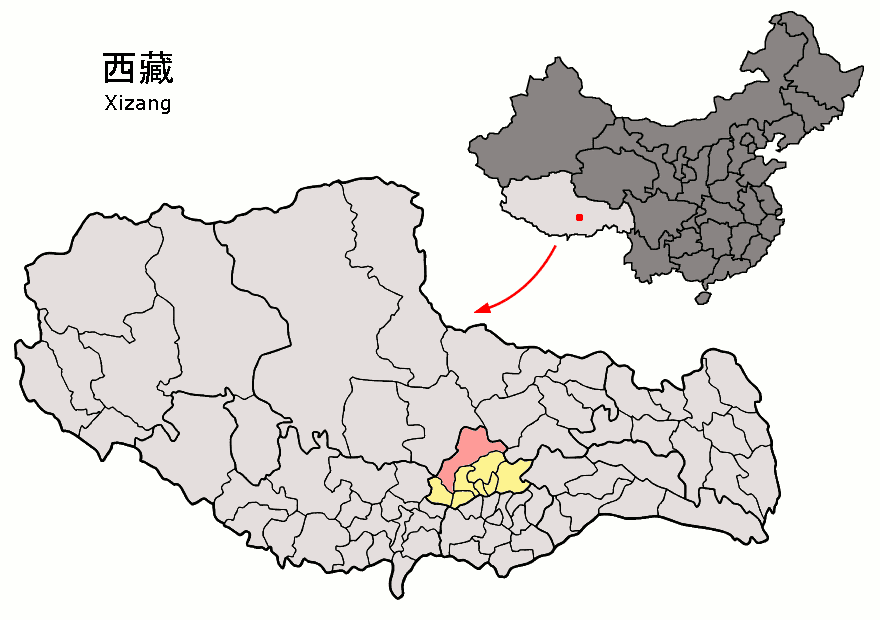
Lage von Damxung (rosa) in Lhasa (gelb)

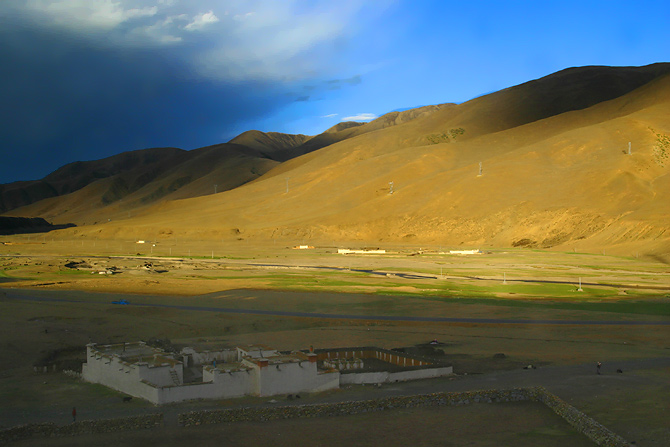
Landschaft in Damshung

Damxung (auch: Damshung) ist ein Kreis der bezirksfreien Stadt Lhasa des Autonomen Gebiets Tibet der Volksrepublik China. Die Fläche beträgt 10.257 Quadratkilometer und die Einwohnerzahl 47.900 (Stand: Zensus 2020). 1999 zählte Damxung 38.473 Einwohner. Sitz der Volksregierung von Damxung ist Damchukha. Der Kreis liegt an der Qinghai-Tibet-Straße und -Bahn. Die jährliche Durchschnittstemperatur beträgt 1,3 °C, die Durchschnittstemperatur im Januar −10,2 °C, im Juli 10,7 °C.
Seit 2011 befindet sich in Damxung das CCOSMA-Radioteleskop, das ursprünglich 1985 unter dem Namen KOSMA von der Universität zu Köln auf dem Gornergrat bei Zermatt in der Schweiz eingerichtet wurde.

## Verwaltungsgliederung
| Name       | Tibetisch  | Wylie        | Chinesisch | Pinyin          |
| ---------- | ---------- | ------------ | ---------- | --------------- |
| Damquka    | འདམ་ཆུ་ཁ།   | ’dam chu kha | 当曲卡镇   | Dāngqǔkǎ Zhèn   |
| Yangbajain | ཡངས་པ་ཅན།། | yangs pa can | 羊八井镇   | Yángbājǐng Zhèn |
| Gyaidar    | རྒྱས་དར།།    | rgyas dar    | 格达乡     | Gédá Xiāng      |
| Nyingzhung | སྙིང་དྲུང།     | snying drung | 宁中乡     | Níngzhōng Xiāng |
| Gongtang   | ཀོང་ཐང།     | kong thang   | 公塘乡     | Gōngtáng Xiāng  |
| Lungring   | ལུང་རིང།     | lung ring    | 龙仁乡     | Lóngrén Xiāng   |
| Wumatang   | དབུ་མ་ཐང།   | dbu ma thang | 乌玛塘乡   | Wūmǎtáng Xiāng  |
| Namco      | གནམ་མཚོ།    | gnam mtsho   | 纳木错乡   | Nàmùcuò Xiāng   |